# La Part Petita
La Part Petita és una entitat de població del terme comunal de Angostrina i Vilanova de les Escaldes, a la comarca nord-catalana de l'Alta Cerdanya.
És a prop al nord-est del nucli de la Part Major del poble d'Angostrina, al qual pertany, al peu de la carretera de Font-romeu (D - 618).
La Part Petita és un dels dos nuclis primigenis del poble d'Angostrina. En un primer estadi, el poble d'Angostrina era una parròquia rural d'hàbitat dispers, però de seguida es començaren a formar dos petits nuclis, la Part Major, més gran i a prop de l'església parroquial de Sant Andreu d'Angostrina, i la Part Petita, com el seu nom indica, més petita que l'altra i allunyada de l'església parroquial.
Al nord de la Part Petita es troba el mas, actualment veïnat, del Mas d'en Gaula.